# Sergio Osmeña sr.
Sergio Osmeña Sr. is een gemeente in de Filipijnse provincie Zamboanga del Norte op het eiland Mindanao. Bij de laatste census in 2007 had de gemeente ruim 29 duizend inwoners.

## Geografie

### Bestuurlijke indeling
Sergio Osmeña Sr. is onderverdeeld in de volgende 39 barangays:
| - Antonino - Bagong Baguio - Bagumbayan - Biayon - Buenavista - Dampalan - Danao - Don Eleno - Kauswagan - Labiray - Liwanag - Mabuhay - Macalibre | - Mahayahay - Marapong - Nazareth - Nebo - New Rizal - New Tangub - Nuevavista - Pedagan - Penacio - Poblacion Alto - Poblacion Bajo - Princesa Freshia - Princesa Lamaya | - San Antonio - San Francisco - San Isidro - San Jose - San Juan - Sinaad - Sinai - Situbo - Tinago - Tinindugan - Tuburan - Venus - Wilben |

## Demografie
Sergio Osmeña sr. had bij de census van 2007 een inwoneraantal van 29.049 mensen. Dit zijn 1.549 mensen (5,6%) meer dan bij de vorige census van 2000. De gemiddelde jaarlijkse groei komt daarmee uit op 0,76%, hetgeen lager is dan het landelijk jaarlijks gemiddelde over deze periode (2,04%). Vergeleken met de census van 1995 is het aantal mensen met 3.035 (11,7%) toegenomen.

De bevolkingsdichtheid van Sergio Osmeña Sr. was ten tijde van de laatste census, met 29.049 inwoners op 556,44 km², 52,2 mensen per km².